# Flickan i frack (film, 1956)
Flickan i frack är en svensk film från 1956 i regi av Arne Mattsson. 

## Om filmen
Filmen bygger på Hjalmar Bergmans roman Flickan i frack från 1925. Den premiärvisades 15 oktober 1956. 
Filmen spelades in vid Sandrew-Ateljéerna i Stockholm och Centrumateljéerna på Djurgården med exteriörer från Finspång, Västerås, Mariefred, Uppsala kyrkogård, Norra Kyrkogården i Stockholm med flera platser av Sven Nykvist. 

## Roller i urval
- Maj-Britt Nilsson – Katja Kock
- Folke Sundquist – Ludwig von Battwhyl, greve, fideikommissarie till Larsbo
- Anders Henrikson – rektor Starck
- Naima Wifstrand – änkedomprostinnan Hyltenius
- Sigge Fürst – Karl-Axel Kock, Katjas far, järnvägstjänsteman och uppfinnare
- Hjördis Petterson – Charlotte
- Lennart Lindberg – Curry Kock, Kajsas bror
- Elsa Prawitz – Brita Bjurling
- Georg Rydeberg – lektor Paulin
- Sif Ruud – Lotten Brenner
- Pierre Nyblom – Johan Markurell
- Torsten Winge – Karl-Otto, överste, Charlottes man
- Birgit Kronström – Lizzy Willman
- Erik "Bullen" Berglund – Biörck, köpman
- Viola Sundberg – expedit i modeaffären
- Ester Roeck-Hansen – Karolina Willman
- Erik Strandmark – Blom, smörjare

## Musik i filmen
- Geschichten aus dem Wienerwald op. 325, kompositör Johann Strauss, instrumental.
- Sjungom studentens lyckliga dag (Studentsång), kompositör Prins Gustaf, text Herman Sätherberg, sång Folke Sundquist och Lennart Lindberg
- Dorfschwalben aus Österreich, op. 164, kompositör Josef Strauss, instrumental.
- Die Fledermaus. uvertyr (Läderlappen. uvertyr), kompositör Johann Strauss, d.y. tysk text Karl Haffner och Richard Genée svensk text Ernst Wallmark, instrumental.
- Dynamiden, op. 173, kompositör Josef Strauss, instrumental.
- Perpetuum mobile, musikalischer Scherz, op. 257 (Perpetuum mobile, ett musikaliskt skämt för orkester, op. 257, kompositör Johann Strauss, d.y., instrumental.
- Künstlerleben, op. 316, kompositör Johann Strauss, d.y., instrumental.
- Morgenblätter, op. 279, kompositör Johann Strauss, d.y., instrumental.
- Annen-Polka, op. 117, kompositör Johann Strauss, d.y., instrumental.
- Wiener Blut (vals), op. 354 (Wienerblod), kompositör Johann Strauss, d.y., instrumental.
- An der schönen blauen Donau, op. 314, kompositör Johann Strauss, d.y., instrumental.
- Wiener Bürger, op. 419, kompositör Carl Michael Ziehrer, instrumental.